# Stars (álbum de Simply Red)
Stars es el título del cuarto álbum grabado por la banda de soul británica Simply Red, Fue lanzado al mercado por la compañía discográfica East West Records el 30 de septiembre de 1991. Cinco sencillos fueron extraídos del álbum incluyendo los éxitos "Stars" y "For Your Babies". A nivel nacional fue un gran éxito, convirtiéndose en el álbum más vendido en el Reino Unido durante 1991 y 1992. Consiguió 12 discos de platino y fue el sexto álbum más vendido de todos los tiempos en el Reino Unido. También fue el último álbum en el que cuentan con Tim Kellett, un amigo cercano de Hucknall, que formó otra banda.
En 2000 la revista Q colocó Stars en el número 80 en su lista de los 100 mejores álbumes británicos de siempre.
Fue reeditado en 2008 como Edición para Coleccionistas: 2 CD, Bonus DVD y Digipack. El 20 de abril de 2008, una copia del álbum fue regalado con el británico diario The Mail on Sunday.

## Lista de temas
Cara A
1. Something Got Me Started (Mick Hucknall/Fritz McIntyre) - 4:01
2. Stars (Hucknall) - 4:08
3. Thrill Me (Hucknall/McIntyre) - 5:04
4. Your Mirror (Hucknall) - 3:59
5. She's Got It Bad (Hucknall) - 3:33

Cara B
1. For Your Babies (Hucknall) - 4:17
2. Model (Hucknall) - 3:46
3. How Could I Fall (Hucknall) - 4:45
4. Freedom (Hucknall) - 3:52
5. Wonderland (Hucknall) - 3:49

### Edición especial de 2008, temas extras
| Disco uno Robert Johnson Sessions 1. Come On in My Kitchen (Robert Johnson) - 1:32 2. Ramblin' on My Mind (Johnson) - 2:11 3. Me and the Devil Blues (Johnson) - 2:03 4. When You've Got A Good Friend (Johnson) - 2:00 Live At Hamburg (23 de febrero de 1992) 1. Sad Old Red (Hucknall) - 5:58 2. More (Hucknall) - 4:14 3. Something Got Me Started (Hucknall/McIntyre) - 4:12 4. Thrill Me (Hucknall/McIntyre) - 5:09 5. Your Mirror (Hucknall) - 3:57 6. She's Got It Bad (Hucknall) - 3:45 Disco dos - Remixes 1. Stars [PM-ized Mix] - 4:10 2. For Your Babies [Edition Francais] - 4:06 3. Something Got Me Started [Esmoove's Late Night Mix] - 8:00 4. Thrill Me [Steppin' Razor Mix] - 6:37 5. Freedom [Perfecto Mix] - 6:24 6. Stars [Comprende Mix] - 6:38 7. Something Got Me Started [Hurley's 7" Mix] - 3:56 8. Thrill Me [Connoisseurs Mix] - 5:56 9. Freedom [How Long Mix] - 4:09 10. Something Got Me Started [Perfecto Mix] - 5:10 11. Thrill Me [Nellee Hooper's Dub Mix] - 4:28 12. Thrill Me [Stewart Levine's Club Mix] (iTunes Only Track) - 6:56 | Disco tres (DVD) Live At Montreux Jazz Festival (8 de julio de 1992) 1. Love for Sale (Cole Porter) 2. Drowning in My Own Tears (Henry Glover) 3. Every Time We Say Goodbye (Porter) 4. Sad Old Red (Hucknall) 5. Grandma's Hands (Bill Withers) 6. Enough (Hucknall/Joe Sample) 7. If You Don't Know Me by Now (Kenny Gamble/Leon Huff) 8. How Could I Fall (Hucknall) 9. Lady Godiva's Room (Hucknall) 10. A New Flame (Hucknall) 11. Your Mirror (Hucknall) 12. She's Got It Bad (Hucknall) 13. Model (Hucknall) 14. It's Only Love (Jimmy Cameron/Vella Cameron) 15. Joy and Pain (Frankie Beverly) 16. Come To My Aid (Hucknall/McIntyre) 17. Infidelity (Hucknall/Lamont Dozier) 18. The Right Thing (Hucknall) 19. Holding Back The Years (Hucknall/Neil Moss) 20. Stars (Hucknall) 21. Open Up The Red Box (Hucknall) 22. Thrill Me (Hucknall/McIntyre) 23. Money's Too Tight (To Mention) (John Valentine/William Valentine) 24. For Your Babies (Hucknall) 25. Something Got Me Started (Hucknall/McIntyre) Vídeos promocionales 1. Something Got Me Started 2. Stars 3. For Your Babies 4. Thrill Me 5. Your Mirror |

## Personal
| - Mick Hucknall - voz principal y coros - Fritz McIntyre : teclados, coros en "Freedom", voces adicionales en "Something Got Me Started" y "Wonderland" - Tim Kellett - teclados - Heitor TP - guitarras - Ian Kirkham - saxofón - Gota - batería, percusión y programación - Shaun Ward - bajo - Jess Bailey - programación de teclado | - Productor - Stewart Levine - Coproductor - Mick Hucknall - Coordinación del álbum: Bob Harding - Diseñado y mezclado por Darren Klein - Ingenieros asistentes: Sandro Franchin y Marnie Riley - Grabado en Condulmer Recording Studios (Venecia, Italia). - Mezclado en Conway Studios (Hollywood, California, EE. UU.). - Masterizado por Bernie Grundman en Bernie Grundman Mastering (Hollywood, California, EE. UU.). - Dirección de arte y fotografía - Zanna - Gestión - Andy Dodd y Elliot Rashman en So What Arts, Ltd. |

- Datos: Q1627190